# Bianco Capena superiore
Le Bianco Capena superiore est un vin blanc italien de la région Latium doté d'une appellation DOC depuis le 19 mai 1975. Seuls ont droit à la DOC les vins blancs récoltés à l'intérieur de l'aire de production définie par le décret.

## Aire de production
Les vignobles autorisés se situent en province de Rome dans la commune de Capena et en partie dans les communes de Fiano Romano, Morlupo et Castelnuovo di Porto.
Voir aussi l'article Bianco Capena.

## Caractéristiques organoleptiques
- couleur : jaune paille plus ou moins intense
- odeur : légèrement aromatique, fine, caractéristique,
- saveur : sec caractéristique, agréable

Le Bianco Capena se déguste à une température de 6 à 8 °C et se boit jeune.

## Production
Province, saison, volume en hectolitres :